# Stazione di Castelbolognese-Riolo Terme
Stazione di Castelbolognese-Riolo Terme vasútállomás Olaszországban, Castel Bolognese településen.

## Vasútvonalak
Az állomást az alábbi vasútvonalak érintik:
- Bologna–Ancona-vasútvonal
- Castelbolognese–Ravenna-vasútvonal

## Kapcsolódó állomások
A vasútállomáshoz az alábbi állomások vannak a legközelebb:
- Stazione di Faenza
- Stazione di Imola
- Stazione di Solarolo (Stazione di Ravenna, Castelbolognese–Ravenna-vasútvonal)